# Asesinato de Martha Morrison
Martha Marie Morrison (Eugene, Oregón; 1957–Portland, Oregón; 1 de septiembre de 1974) fue una joven estadounidense asesinada en 1974 y cuyos restos permanecieron sin identificar durante más de 40 años tras su descubrimiento.
Morrison, residente en Portland, desapareció en circunstancias misteriosas en septiembre de 1974. El 12 de octubre de dicho año se encontraron los restos humanos de dos mujeres en Dole Valley, cerca de Vancouver (Washington). Uno de ellos fue identificado inmediatamente como Carol Platt Valenzuela, pero el otro no pudo ser identificado en ese momento. En 2015, los restos fueron identificados mediante el perfil de ADN como los de Morrison.
Tras la identificación de los restos de Morrison, las fuerzas del orden animaron al público a aportar pistas, ya que el asesinato seguía sin resolverse. En agosto de 2017, una mancha de sangre en una pistola propiedad de un sospechoso desde hacía mucho tiempo, Warren Forrest, coincidió con la de Morrison mediante pruebas de ADN. Antes de que Forrest fuera identificado como sospechoso, los asesinos en serie Ted Bundy y Randall Woodfield habían sido considerados personas de interés en los asesinatos de Morrison y Valenzuela. Forrest fue acusado del asesinato de Morrison en 2020 y declarado culpable de asesinato en primer grado en febrero de 2023.

## Antecedentes
Según se informa, Morrison creció en hogares de acogida mientras vivía en el condado de Lane, en Oregón, cerca de Eugene. Su hermana, Reba, recuerda que su madre era sorda y que Martha dominaba el lenguaje de signos. Asistió al instituto Roosevelt High School de Portland y a la Corvallis Farm School de Corvallis. Posteriormente, se trasladó a Arizona para participar en el programa Job Corps. Tenía antecedentes de consumo de drogas y de huidas tanto de sus familias biológicas y de acogida como de la Corvallis Farm School.
Fue vista por última vez saliendo de su apartamento, que ella y un hombre habían alquilado. Según los informes, la pareja discutió y Martha desapareció posteriormente. Poco antes de su desaparición, el 1 de septiembre de 1974, Morrison había visitado a su familia en Eugene con el hombre.

## Investigación
Tras el descubrimiento de los restos el 12 de octubre de 1974, se examinaron los huesos de las víctimas en todo el país con la esperanza de identificarlas. Una de las víctimas fue identificada rápidamente a través de sus registros dentales como Carol Platt Valenzuela, de 18 años, pero se desconocía la identidad de la segunda víctima. Valenzuela había sido dada por desaparecida el 4 de agosto por su marido después de que no regresara a casa tras hacer autostop hasta Vancouver el 2 de agosto. Los investigadores esperaban que su identificación aumentara las posibilidades de identificar a Morrison, que por entonces seguía sin ser identificada. Tenían la intención de interrogar al marido de Valenzuela tras su identificación, pero en ese momento se estaba recuperando de una sobredosis de aspirina. Fue detenido, pero finalmente puesto en libertad tras superar una prueba de polígrafo el 25 de octubre.
Todos los exámenes resultaron infructuosos para identificar a la segunda víctima, cuya edad se estimó inicialmente entre 20 y 25 años. Los restos fueron examinados inicialmente por un antropólogo de la Universidad de Washington. Se realizaron reconstrucciones faciales forenses de la víctima desde vistas frontales y de perfil, que se publicaron en un periódico, pero no fueron reconocidas por el público. También se incluyó la descripción física de la víctima, incluyendo el hecho de que tenía el pelo rizado y problemas de higiene dental. La víctima también parecía haber dado a luz en algún momento, aunque se desconoce si Morrison tuvo alguna vez un hijo. La policía regresó al lugar tras el descubrimiento inicial con el fin de obtener más pruebas. También se utilizó un nuevo detector de metales, prestado por un residente del condado de Snohomish.
El examen indicó que las víctimas llevaban muertas al menos dos semanas. La descomposición y la actividad de los animales dificultaron la estimación de la hora o la causa de la muerte, aunque las autoridades presumieron que habían sido asesinadas. Los restos también podrían haber sido depositados en el lugar en diferentes momentos.
La investigadora Nikki Costa declaró en una entrevista realizada tras la identificación que se había dedicado mucho tiempo a la investigación, incluyendo el seguimiento de pistas que podían vincular el caso con el asesino en serie Gary Ridgway. Ted Bundy también figuraba como persona de interés en los casos de Morrison y Valenzuela antes de 2017, cuando Warren Leslie Forrest fue identificado como el principal sospechoso.
Morrison, aunque era una persona desaparecida, fue descartada como posible identidad de una víctima de homicidio femenina, apodada «Orange Socks», que se estimaba que tenía entre 15 y 30 años cuando fue localizada en Texas en 1979. Esta última víctima fue identificada en agosto de 2019 como Debra Jackson.

## Identificación
Se obtuvo ADN de la hermana y el medio hermano de Martha Morrison, que se utilizó para desarrollar un perfil genético con el fin de compararlo con posibles coincidencias. Una vez completadas las pruebas, se comparó con los restos aún sin identificar, cuyo perfil de ADN se desarrolló en 2012. Se observaron similitudes, pero no se estableció una coincidencia definitiva. Tanto Morrison como la víctima no identificada fueron finalmente incluidos en el Sistema Nacional de Personas Desaparecidas y No Identificadas. Diez personas desaparecidas fueron excluidas como posibles identidades de los restos hasta que se realizó la identificación en julio de 2015. El cráneo de Morrison y algunos otros huesos fueron etiquetados erróneamente como pertenecientes a Carol Platt Valenzuela mientras estaban almacenados. La investigadora Nikki Costa dijo que esta fue una de las razones por las que los restos permanecieron sin identificar durante tanto tiempo. En 2011, se descubrió este problema cuando se observó que los dientes del cráneo eran diferentes de los registros dentales de Valenzuela.
Tras varias pruebas infructuosas, el Centro Nacional para Niños Desaparecidos y Explotados declaró que pagaría la exhumación del padre de la víctima para obtener su ADN y compararlo con los restos sin identificar. El resultado de esta última prueba fue una indicación definitiva de que los restos eran los de Martha Morrison (probabilidad del 99,999998  %).
Los investigadores continuaron investigando al presunto asesino en serie Warren Leslie Forrest. En ese momento, Forrest estaba encarcelado por el asesinato de Krista Kay Blake en julio de 1974. Fue detenido el 2 de octubre de 1974, solo diez días antes de que se encontraran los cadáveres de Martha Morrison y Carol Platt Valenzuela en Dole Valley. Las fuerzas del orden realizaron pruebas de ADN en una mancha de sangre encontrada en una pistola de aire comprimido propiedad de Forrest, que anteriormente se creía que había pertenecido a otra mujer, una de las seis que había atacado durante sus años en libertad. Más tarde, los agentes afirmaron que los resultados demostraban que no solo había matado a Morrison, sino también a Valenzuela, debido a que los dos cadáveres fueron encontrados juntos. Forrest también es sospechoso de la desaparición de Diane Gilchrist en 1974 y de Jamie Grissom en 1971.
En marzo de 2016, la policía pidió ayuda a la ciudadanía para identificar al novio de Morrison en aquel momento. No era sospechoso en el caso, pero los investigadores creían que podía tener información relevante.
El 1 de febrero de 2023, Warren Leslie Forrest fue declarado culpable de asesinato en primer grado por la muerte de Morrison.